# 新法書院
新法書院（英語：New Method College，縮寫：NMC）是香港第一間由私立轉為直接資助的中學，第一所新法書院於1949年成立，有過4所分校，分別位於加路連山道、太子道、大坑道及窩打老道山。後期新法書院只剩下於1971年起運作、位於九龍窩打老道山文福道的校舍繼續辦學。至2012年9月停辦，結束長達60多年的教育使命。窩打老道山文福道校址現為香港Stamford美國學校校舍。

## 歷史
1949年，於北角電氣道成立，創辦人是香港立法局議員王澤森。創校初期新法書院為一所英文專修書院，由於當時大量內地移民湧入香港，其中不乏適齡學童，當時香港學位不足，未能一下子吸納，加上很多成年人為求提升自己的競爭力，方便求職，都矢志學習英語。
1950年，新法英文專修學校設於灣仔聖法蘭士街（聖佛蘭士街）。
1951年，正式開辦新法書院。
1952年，在銅鑼灣加路連山道101號開辦加山分校，是首座獨立校舍。
1953年，達到香港考試局要求，成為第一所可參加中學會考的私立中學，同年更派出學生參加大學入學試。
1956年，在毗鄰的連道3號加設校舍。
1956年，創校人王澤森博士在加路連山道買地擴建校舍開設分校，文福道校舍地皮於1966年購入，其後太子道分校、大坑道分校、窩打老道山文福道分校分別於1963、1966、1969年落成。當時該校連同英文專修日、夜校的學生曾接近20,000人。
1960年，在九龍太子道（西）219/221號（217-223號）開辦九龍分校（太子道分校）。
1966年，在大坑道10號開辦分校。此校為香港第一所設有中央冷氣的中小學校舍。
1971年，在何文田文福道25號開辦分校。
1990年代初期，該校為政府中學派位共提供6,000多個初中學位，配合香港政府推行9年免費教育。
1997年經教育署批准，成為首所加入直接資助計劃的私立學校。
約2006年起，新法書院已經停止招收初中學位，並於2012年完成最後一屆中七香港高級程度會考後，正式結束在文福道校舍辦學。

## 辦學宗旨
培育學生思考創造能力，適應社會轉變，履行公民責任。

## 學校設施與配套
全校教室空氣調節、資訊科技教室、語言教學室、室內、外運動場、室內暖水游泳池、多用途禮堂。學校亦設有校巴接載學生上下課。

## 校服
新法書院女生的藍白水手裝是太子道西金綸服裝有限公司董事總經理林松坡先生引入香港的。1970年代林往日本旅行，看到很多女孩子穿着海軍裝（另見日本校服），適逢新法書院在太子道開設新校，就將此引入香港。
早在1967年已經採用水手裝校服，當年畢業之女學生全部都穿著水手裝校服。當時這種香港校服被視為時髦象徵，除了在校內穿著，亦被當時的學生作為便服穿著。
夏季校服：
- 男生：黑色長西褲，配白色的企領恤衫，白色的短襪和黑色皮鞋或不脫色運動鞋（1997年前是白色長西褲）。
- 女生：白色的百摺裙，配藍色水手襯衫，白色的短襪和黑色皮鞋或不脫色運動鞋。可穿著黑色的毛冷外套。

冬季校服：
- 男生：黑色長西褲，配白色的企領恤衫，白色的短襪和黑色皮鞋或不脫色運動鞋。可穿著印有NMC或NEW METHOD的風褸、黑色的毛冷外套、圍巾、手套等禦寒衣物（1997年前是灰色長西褲及藍色絨褸配以金線校徽）。
- 女生：黑色的百摺裙，配白色的企領恤衫、印著校徽的黑色領帶，黑色長襪和黑色皮鞋或不脫色運動鞋。可穿著印有NMC或NEW METHOD的風褸、黑色的毛冷外套、圍巾、手套等禦寒衣物（1997年前是灰色百摺裙及藍色絨褸配以金線校徽）。

運動服：以黑白兩色的運動衣，配黑色的運動褲。

## 校友
政界、公共事業界
- 曾蔭權，大紫荊勳賢，KBE：前香港行政長官（1965年中七）[5]
- 馬時亨，GBS，JP：前港鐵非執行主席、前商務及經濟發展局局長
- 鄧竟成，GBS，PDSM，PMSM：前警務處處長、港區全國政協委員、前香港航空副董事長兼執行董事
- 王英偉，大紫荊勳賢，GBS，SBS，JP：第九至十一屆港區全國人大代表
- 方國珊：西貢區議會議員
- 黃錦超，MH：黃大仙區議會議員
- 余偉文：香港金融管理局總裁（小學部）
- 張國柱：前立法會議員（社會福利界）、香港社會工作者總工會主席[6]
- 葛珮帆：立法會議員（選舉委員會）[7]
- 周　融，BBS：英國公民、香港傳媒人（小學部）[8]
- 夏永超：香港特區政府委任 ISO 成員、風險評估員和審計師。 企業風險管理 (ERM) 顧問和專業認證培訓師。
- 伍靜國：前懲教署署長、前香港警務處高級助理處長兼行動處處長（1963年中五、1964年中七）[9][10]
- 李明逵：前香港警務處處長（1967年中五）[11]
- 周湛樵：前香港輔助警察隊總監（1960年中五）[12]
- 許紹暉：前荃灣區議會象石選區議員（1967年中五）[13]
- 劉智鵬：香港立法會議員（選舉委員會）、嶺南大學協理副校長（學術及對外關係）
- 容馬珊兒：前香港東區區議會北角西選區議員、前北角街坊會陳維周夫人紀念學校校長（1966年中五）[14]

商界、金融界、醫學界
- 陳幼南：香港商人及香港潮屬社團總會主席（1955年幼稚園）[15]
- 鄭家純：新世界發展及新創建董事會主席
- 詹培忠：前立法會議員（金融服務界）
- 施永青：中原集團主席
- 王文彥：中原地產共同創辦人[16]
- 楊受成：英皇集團主席
- 楊諾思：英皇鐘錶珠寶行政總裁
- 楊玳詩：證券商協會有限公司主席、楊受成女兒
- 李慧芬：滙富金融證券及期貨部市場銷售主管
- 鄧婉穎：前開雲集團（Kering）亞太區總裁
- 黑國強：典亞藝博聯席主席及總監
- 蔡志明：旭日集團主席、玩具大王
- 廖烈文，GBS，JP：前創興銀行主席
- 廖烈武，MBE，JP：前創興銀行總經理
- 沈振盈：香港著名股市分析員及評論員
- 談兆麟：香港理工大學化學應用生物學及科技學系客座教授、前香港中文大學醫學院微生物學系教授（1968年中五畢業）
- 張子江：已故香港立法局委任議員、培正中學及迦密中學前校長
- 關維麟：香港著名唱片監製，前寶麗金亞太區總裁
- 何力驥：前廣東省銀行香港分行（中銀香港前身）副總經理（1967年中七）[17]
- 黃文傑：前香港仔專營小巴有限公司董事總經理[18]
- 楊俊昇：前奧地利銀行助理總經理及前樂遊科技財務總監（1973年中五）[19]
- 謝懷志：前友聯銀行董事總經理（1954年）[20]
- 黎榮發：名氣通總經理、香港通訊業聯會副主席

學術界、教育界、宗教界
- 劉家銘：美國太空總署氣象學家
- 劉江楓（英语：Andy Liu）：加拿大阿爾伯塔大學數學家，數學教育家，曾任國際數學奧林匹克加拿大隊領隊及美國隊副領隊
- 王定一：王澤森幼子兼前新法書院校監
- 黃逸昌：前遵理學校日本語補習名師
- 關子尹：前香港中文大學哲學系教授系主任
- 李斌生：天主教澳門教區第廿四任正權主教
- 馬傑偉：前香港中文大學新聞及傳播學院教授
- 江紹康：前香港城市大學人文及社會科學部高級講師
- 邢福增：前香港中文大學崇基神學院院長（1983年中六）
- 陳智衡：建道神學院基督教與中國文化研究中心主任及兼任助理教授[21]（1993年中五）
- 蘇慶祥：香港城市大學電機工程系講座教授[22]
- 潘澤芹：前聖公會聖彼得小學、聖公會何澤芸小學以及聖公會基樂小學校長（1963年中五）[9][註 1]
- 冼杞烈：前基督教香港信義會禾輋信義學校校長（1967年中五）[11]
- 程介明：前香港大學副校長、香港大學教育學院首席教授（1963年中七）[23]
- 江紹康：前香港中文大學人文及社會科學部高級講師（1974年中七）[24]
- 曹宏威：香港生化科學家（1960年中五）[12]
- 李建平：前閩僑小學校長
- 楊棣偉：前威靈頓英文中學校長及校監（1953年中五）[25]

體育界
- 韋基舜，SBS：香港資深體育節目評論員
- 陳鴻平：香港足球名將，足球教練
- 張小倫：香港劍擊運動員
- 顏冠一：香港劍擊運動員
- 向柏榮：香港綜合搏擊運動員
- 龍子弘：香港女子排球隊成員
- 伍雪葵：前香港跳遠兼短跑運動員（1960年中五）[12]

司法界
- 潘兆童：區域法院首席法官
- 李金鴻：貝克·麥堅時律師事務所香港、中國、越南及韓國辦事處主席、前東區醫院管治委員會主席[26]

演藝界
- 黃秋生：香港男藝人（初小）
- 陳慧儀：香港小姐、新城財經台節目主持人
- 張厚耀：中韓混血兒翻譯員（Youtuber）
- 尊　子：著名政治漫畫家
- 沈西城：香港作家、編劇
- 杜國威：香港編劇（1965年中五）[5]
- 吳仟峰：香港粵劇名伶
- 吳思遠：香港導演、監製[27]
- 唐季禮：香港電影著名導演
- 彭浩翔：香港電影著名導演
- 鍾澍佳：著名電視、電影製作人
- 彭　順：電影導演
- 黃國兆：資深影評人及電影導演
- 林奕華：香港舞台劇編劇及導演
- 馮添枝：國際唱片業協會總裁（1964年中五）[10]
- 鄧光榮：已故藝人（1966年中五）[14]
- 李司棋：藝人
- 黎小田：已故藝人
- 關菊英：藝人
- 麥家琪：藝人
- 蔡少芬：藝人
- 姚樂怡：藝人
- 阮兆祥：藝人
- 林曉峰：藝人
- 魯振順：藝人
- 陳秀雯：藝人
- 陳嘉玲：藝人
- 毛舜筠：藝人
- 吳夏萍：藝人
- 陳彥行：藝人
- 陸家俊：藝人
- 吳　京：藝人
- 袁鳳瑛：藝人
- 海俊傑：藝人
- 森　森：藝人
- 斑　斑：藝人
- 劉桂芳：演員
- 陳　友：藝人
- 袁偉豪：香港先生、藝人
- 張美妮[28]：藝人
- 邢　慧：已故藝人
- Joe Junior：1960年代英文歌手
- 高海寧：香港小姐、藝人
- 歐陽德勛：藝人
- 王維德：藝人
- 李忠希：藝人
- 龔慈恩：藝人
- 張本立：藝人
- 李琳琳：藝人[29]
- 趙詠瑤：藝人（預科）
- 徐　榮：藝人
- 沈金玲：前藝人
- 林穎嫺：前藝人
- 徐婉薇：前藝人
- 梁婉靜：前藝人
- 盧敏儀：前藝人
- 陳美琪：藝人
- 傅　聲：已故演員
- 陳少邦：演員
- 金　漢：演員
- 邱梓謙：演員、童星
- 張艾嘉：台灣藝人（小五）
- 路加敏：演員、童星 （只讀小學部）
- 周華健：歌手
- 戴夢夢[30]：歌手
- 李蘢怡：歌手
- 鍾鎮濤：歌手[31]
- 蔡楓華：歌手
- 雷安娜：歌手
- 潘卓楠：歌手及演員（男子歌唱组合Sky成員）
- 尹蓁晞：模特兒，藝人
- 葉世榮：搖滾樂隊Beyond的鼓手
- 林　帆：歌手（只讀小學部）
- 林振強：已故填詞人[32]
- 古天農：已故舞台劇演員、導演、電視及電台節目主持（中六預科）
- 陳雲海：作家、節目主持
- 陳志道：第三十三屆香港電影金像獎最佳視覺效果得主（1992年中五）
- 黃汝燊（辛尼哥哥）：香港節目主持（1963年中六）[33]
- 麥振江：前香港節目主持[34]（1974年中七）
- 依達：香港小說作家[35]
- 張叔平：香港電影美術指導及服裝設計師（1959年幼稚園[36]、中學部[37]）

傳媒及其他界別
- 邱立本：《亞洲周刊》總編輯
- 李德成：前無綫電視新聞部採訪主任（1971年中五）
- 葉雅媛：無綫電視新聞主播
- 岑逸飛：香港跨媒體創作人（1963年中五）[9]
- 曾智華：前香港電台節目主持人及香港電台電台部中文台節目發展總監（1973年中六）
- 陳尚言：（原名：陳鎮洲） 前龍虎門／玉郎漫畫編劇，中華英雄數碼復刻版，天下無敵小劍仙創作總監。現參與多項日本授權產品IP專業顧問。
- 向華炎：新義安組織人物（1953年中五）[25]
- 翁江培：前安永會計師事務所高級合夥人（1959年中五）[38]
- 梁家永：前香港電台節目主持及電台部中文台台長[39]（1971年中六）

## 校舍改建為豪宅
四家新法書院由一志集團王氏家族原持有，其中位於加路連山道、大坑道、太子道校舍已先後改建為豪宅。2004年，一志集團推售太子道校舍改建成的住宅 Sky Garden，當時標準單位呎價6000至8000餘元，特色單位呎價逾1萬元。
連道3號校舍重建為「華翠臺」（Jade Terrace），1989年6月入伙。
加路連山道101號校舍重建為「加路連花園」（Caroline Garden），1995年1月入伙。
大坑道10號校舍重建為「Y.I」，2001年3月入伙。
太子道西223號校舍重建為「Sky Garden」，2004年2月入伙。
文福道25號校舍在停辦後，由英資國際學校集團Cognita Schools以逾6億元投得校舍，開辦香港Stamford美國學校，於2017年9月開學。 2018年9月，Cognita Schools 被瑞士投資公司Jacobs Holding收購。